# Poniedziałek (film 2000)
Poniedziałek – film japoński, nakręcony w 2000 przez reżysera o pseudonimie Sabu. Jego prawdziwe nazwisko Hiroyuki Tanaka (jap. 田中 洋之 Tanaka Hiroyuki).

## Fabuła
Film opowiada o Japończyku Koichi Takagi (Shin’ichi Tsutsumi), którego życie całkowicie się zmieniło w ciągu jednego wieczora. Budzi się on rano w dużym hotelu w Tokio, ubrany w czarny garnitur. Przy łóżku znajduje broń. Ma kompletną pustkę w głowie i nie pamięta nic, co robił wczoraj i jak znalazł się w owym hotelu. Na zewnątrz znajdują się tłumy policji, dziennikarzy i gapiów. Powoli jednak przypomina sobie poprzedni, poniedziałkowy wieczór. Okazuje się, że w poniedziałek był na pogrzebie swojego bliskiego, który zmarł w młodym wieku. Kiedy żałobnicy wspominają przy trumnie zmarłego, wybucha jego rozrusznik serca, który ciągle jeszcze działał.
Jeszcze tego samego wieczoru Koichi spotyka się ze swą dziewczyną w restauracji, jednak po chwili ta zrywa z nim z niewiadomego powodu. Zdesperowany Koichi udaje się z kolegą do baru, gdzie postanawia znaleźć sobie nową partnerkę. Widzi piękną kobietę w białej sukience (Yasuko Matsuyuki). Idzie do toalety i kiedy wychodzi, jego kolegi nie ma, a bar wypełniony jest uzbrojonymi członkami japońskiej mafii, yakuzy. Yuko Kirishima – śliczna kobieta w białej sukience okazuje się dziewczyną szefa gangu (Akira Yamamoto).
Szef gangu, Kiichiro Hanai, bierze Koichiego na rozmowę, podczas której niespodziewanie zwierza mu się z problemów, a nawet proponuje współpracę w handlu narkotykami. Obaj mężczyźni zostają przyjaciółmi, lecz Koichi pragnie zdobyć Yuko. Członkowie gangu, którzy w barze urządzili całonocne spotkanie, upijają Koichiego do tego stopnia, że ten nie kontroluje już swoich czynów, a potem wręczają mu karabin. Koichi wychodzi na ulicę.

## Podsumowanie
Nie da się ściśle określić gatunku, do którego należy Poniedziałek (takie zresztą są prawie wszystkie filmy Tanaki). Na początku jest to przepełniona czarnym humorem komedia, ale w drugiej części film zmienia się we thriller. 
Film odniósł sukces na Festiwalu Filmowym w Berlinie w 2000. Zdobył dwie nagrody, osobiście odebrane przez reżysera – Hiroyukiego Tanakę.